# Diecezja Masbate
Diecezja Masbate – diecezja rzymskokatolicka na Filipinach. Powstała w 1968 z terenu archidiecezji Sorsogon.

## Lista biskupów
- Porfirio R. Iligan (1968–1998)
- Joel Baylon (1998–2009)
- José Bantolo (od 2011 )